# Мампитуба
Мампитуба (порт. Mampituba) — муниципалитет в Бразилии, входит в штат Риу-Гранди-ду-Сул. Составная часть мезорегиона Агломерация Порту-Алегри. Входит в экономико-статистический микрорегион Озориу. Население составляет 3 175 человек на 2006 год. Занимает площадь 156,653 км². Плотность населения — 20,1 чел./км².

## Статистика
- Валовой внутренний продукт на 2003 год составляет 29.809.922,00 реалов (данные: Бразильский институт географии и статистики).
- Валовой внутренний продукт на душу населения на 2003 год составляет 9.484,54 реалов (данные: Бразильский институт географии и статистики).
- Индекс развития человеческого потенциала на 2000 год составляет 0,716 (данные: Программа развития ООН).